# Sergeant De Kroet
Sergeant De Kroet is een gastpersonage uit de televisiereeks F.C. De Kampioenen. De Kroet werd gespeeld door Dirk Vermiert en was te zien tussen 1991 en 1995. Ook in latere jaren werd zijn naam nog regelmatig vermeld.

## Personage
Sergeant De Kroet is een militair die in dezelfde kazerne als Xavier werkt. Hij was de overste van Xavier toen die nog slechts korporaal was.
Er wordt gezegd dat hij ooit het oor van de minnaar van zijn vrouw afbeet. Carmen gaf hem ooit een slag met haar handtas toen De Kroet weigerde om haar en Xavier binnen te laten op het bal van het leger omdat Xavier slechts de rang van korporaal had.
Xavier moest ooit van sergeant De Kroet een "gevaarlijk virus" naar het militair hospitaal brengen. Later bleek dat het niet om een virus ging, maar om ingevroren kreeften die De Kroet wilde gebruiken voor een feestje.
De Kroet heeft een zenuwtrek bij het rechteroog.
In 2005 werd De Kroet bij het leger opgevolgd door sergeant-majoor Janine Dewolf.

## Uiterlijke kenmerken
- Gekleed in legeruniform
- Redelijk kleine gestalte
- Bruine snor
- Zenuwtrek aan zijn rechteroog

## Afleveringen
- Reeks 2, Aflevering 4: De streep (1991)
- Reeks 3, Aflevering 5: Besmet (1992)
- Reeks 6, Aflevering 4: Blauwhelmen (1995)

## Catchphrases
- "Waterslaeghers, Ik haat u!"